# Ciliophora
O grupo dos cilióforos (Ciliophora) ou ciliados (Ciliata) são protozoários caracterizados pela presença de organelos em forma de pêlos ou tentáculos sugadores chamados cílios. Estes cilios aparecem em todos os membros do grupo (embora o grupo dos Suctoria só os apresentem numa parte do seu ciclo de vida), e utilizam-no para diversas funções, como nadar, arrastrar-se, aderir-se, alimentar-se e receber sensações do meio em que se inserem.
O termo "Ciliophora" é utilizado nas clasificações como um filo. Os Ciliophora podem ser classificados dentro dos Protista ou Protozoa. O termo "Ciliata" também é utilizado nas classificações como uma classe taxonómica. (mas este último termo pode também referir-se a um tipo de peixe). A classificação dos protistas está em evolução e não raramente se encontra estes termos utilizados para descrever outros níveis hierárquicos. Os ciliados reproduzem assexuadamente, por vários tipos de  fissão. Um exemplo de ciliado é o paramécio.

## Classificação taxonômica

### Subfilo Postciliodesmatophora
- Classe Heterotrichea
- Classe Karyorelictea

### Subfilo Intramacronucleata
- Classe Armophorea
- Classe Cariotrichea (apenas uma espécie, Cariacothrix caudata)
- Classe Colpode
- Classe Litostomatea
  - Subclasse Haptoria
  - Subclasse Rhynchostomatia
  - Subclasse Trichostomatia
- Classe Nassophorea
- Classe Phyllopharyngea
  - Subclasse Chonotrichia
  - Subclasse Cyrtophoria
  - Subclasse Rhynchodia
  - Subclasse Suctoria
  - Subclasse Synhymenia
- Classe Oligohymenophorea
  - Subclasse Apostomatia
  - Subclasse Astomatia
  - Subclasse Hymenostomatia
  - Subclasse Peniculia
  - Subclasse Peritrichia
  - Subclasse Scuticociliatia
- Classe Plagiopylea
- Classe Prostomatea (e.g. Coleps)
- Classe Protocruziea
- Classe Spirotrichea
  - Subclasse Choreotrichia
  - Subclasse Euplotia
  - Subclasse Hypotrichia
  - Subclasse Licnophoria
  - Subclasse Oligotrichia
  - Subclasse Phacodiniidea
  - Subclasse Protohypotrichia